# Acrothoracica
Acrothoracica zijn een superorde van rankpootkreeften.

## Taxonomie
- Orde: Cryptophialida
  - Familie: Cryptophialidae Gerstaecker, 1866
- Orde: Lithoglyptida
  - Familie: Lithoglyptidae Aurivillius, 1892
  - Familie: Trypetesidae Stebbing, 1910